# Goolsnuten
Der Goolsnuten ist ein 2401 m hoher Nunatak im ostantarktischen Königin-Maud-Land. Im südzentralen Teil des Gebirges Sør Rondane ragt er auf der Südseite des Widerøefjellet auf.
Wissenschaftler des Norwegischen Polarinstituts benannten ihn 1973.